# 何寬 (興中會)
何寬（1861年9月16日—1931年），廣東省香山縣人，清朝兴中会人物。

## 生平
為夏威夷檀香山華僑，十五歲時隨其叔父赴檀香山，途中因所乘坐之船隻遇險翻覆，為一水手收容。他在英文學校畢業後到檀香山卑涉銀行（Bank of Bishop and Co., Ltd.）供職32年。後在檀香山興中會第一次會議中被選舉為副主席，之後更曾一度短暫擔任代理主席之職務，1904年後擔任《檀山新報》編輯，熱情宣傳中國革命思想。